# Blackout!
Pour les articles homonymes, voir Blackout.
Albums de Method Man & Redman
Blackout! 2
(2009)
Albums par Redman
Doc's da Name 2000
(1998) Malpractice
(2001)
Albums par Method Man
Tical 2000: Judgement Day
(1998) Tical Ø: The Prequel
(2004)
Singles
1. How High
Sortie : 1995
2. Tear It Off
Sortie : 1er janvier 1999
3. Y.O.U.
Sortie : 18 janvier 2000
4. Da Rockwilder
Sortie : 25 janvier 2000

Blackout! est le premier album studio de Method Man & Redman, sorti le 28 septembre 1999.
Le succès commercial de l'album, notamment aux États-Unis, a été très rapide : le 6 janvier 2000, l'album est certifié disque de platine, seulement trois mois après sa sortie. L'opus est également certifié « platine » au Canada.
Une suite à Blackout!, intitulée Blackout! 2, est sortie le 19 mai 2009.

## Liste des titres
| No  | Titre                                                                     | Auteur | Contient un (des) sample(s) de                                                                                                | Durée |
| --- | ------------------------------------------------------------------------- | --- | --- | ----- |
| 1.  | A Special Joint (Intro) (Produit par Redman)                              | R. Noble, C. Smith et L. George                                                                                          | Spanish Moon de Little Feat                                                                                                   | 1:28  |
| 2.  | Blackout (Produit par Erick Sermon)                                       | R. Noble, C. Smith, E. Sermon, Miler, M. Morales, Walker, Waring et D. Wimbley                                           | Summertime de Billy Stewart Human Beat Box des Fat Boys                                                                       | 3:43  |
| 3.  | Mi Casa (Produit par Erick Sermon)                                        | R. Noble, C. Smith et E. Sermon                                                                                          | Method Man (Remix) (Skunk Mix) du Wu-Tang Clan                                                                                | 2:43  |
| 4.  | Y.O.U. (Produit par Erick Sermon)                                         | R. Noble, C. Smith, E. Sermon, M. Taylor, R. Foster, J. Davis et A. Muhammed-Jones                                       | | 4:03  |
| 5.  | 4 Seasons (featuring LL Cool J et Ja Rule – Produit par Erick Sermon)     | R. Noble, C. Smith, J.T. Smith, J. Atkins et E. Sermon                                                                   | | 4:21  |
| 6.  | Cereal Killer (featuring Blue Raspberry – Produit par RZA)                | R. Noble, C. Smith, R. Diggs, C. Reid et W. Clarke                                                                       | The Rub de George McCrae et Gwen McCrae                                                                                       | 4:00  |
| 7.  | Da Rockwilder (Produit par Rockwilder)                                    | R. Noble, C. Smith et D. Stinson                                                                                         | Hand on the Pump de Cypress Hill                                                                                              | 2:18  |
| 8.  | Tear It Off (Produit par Erick Sermon)                                    | R. Noble, C. Smith, E. Sermon, W. Morrison, B. Collins, J. Brailey, G. Clinton, G. Shider et J. Hunter                   | Give Up the Funk (Tear the Roof Off the Sucker) de Parliament Funkin' Lesson de X-Clan                                        | 4:12  |
| 9.  | Where We at (Skit) (Produit par Redman)                                   | R. Noble et C. Smith | The Bridge de MC Shan | 1:51  |
| 10. | 1, 2, 1, 2 (Produit par DJ Scratch)                                       | R. Noble, C. Smith et G. Spivey                                                                                          | | 4:33  |
| 11. | Maaad Crew (Produit par Erick Sermon)                                     | R. Noble, C. Smith, E. Sermon et D. Matthews                                                                             | Dune Part II: Sandworms de David Matthews                                                                                     | 4:27  |
| 12. | Run 4 Cover (featuring Ghostface Killah et Streetlife – Produit par RZA)  | R. Noble, C. Smith, D. Coles, P. Charles et R. Diggs                                                                     | Upon This Rock de Joe Farrell King of Rock de Run–D.M.C.                                                                      | 4:25  |
| 13. | The ? (Produit par Redman)                                                | R. Noble, C. Smith, L. Irving, J. Atkins, R. Mays et S. Carter                                                           | So What'cha Want des Beastie Boys The Rain (Supa Dupa Fly) de Missy Elliott Can I Get A... de Jay-Z featuring Amil et Ja Rule | 4:50  |
| 14. | Dat's Dat Shit (featuring Mally G et Young Zee – Produit par Mathematics) | R. Noble, C. Smith et R. Bean                                                                                            | Drowning on Dry Land d'O.V. Wright                                                                                            | 4:19  |
| 15. | Cheka (Produit par Gov Mattic)                                            | R. Noble, C. Smith, A. Weston, A. Williams, C. Charity, W. Hines, D. Lynch, L. Pauling, J. Starks, F. Wesley et J. Brown | The Payback de James Brown It's a New Day de Skull Snaps                                                                      | 3:02  |
| 16. | Fire Ina Hole (Produit par Mathematics)                                   | R. Noble, C. Smith et R. Bean                                                                                            | | 4:21  |
| 17. | Well All Rite Cha (Produit par Method Man & Redman)                       | R. Noble, C. Smith et E. Sermon                                                                                          | | 4:14  |
| 18. | Big Dogs (Produit par Erick Sermon – Coproduit par Redman)                | R. Noble, C. Smith et E. Sermon                                                                                          | Skin Tight des Ohio Players Tell 'Em d'Erick Sermon featuring Keith Murray et Roz                                             | 3:25  |
| 19. | How High [Remix] (Produit par Erick Sermon)                               | R. Noble, C. Smith, E. Sermon, S. Levay et S. Prager                                                                     | A Ballad for Joe (Louis) des Crusaders Fly, Robin, Fly de Silver Convention                                                   | 4:40  |

## Classements

### Album
| Année | Album     | Position dans les charts | Position dans les charts | Position dans les charts |
| Année | Album     | Top Canadian Albums      | Billboard 200            | Top R&B/Hip-Hop Albums   |
| ----- | --------- | ------------------------ | ------------------------ | ------------------------ |
| 1999  | Blackout! | 3                        | 3                        | 1                        |

### Singles
| Année | Titre         | Position dans les charts | Position dans les charts |
| Année | Titre         | Hot R&B/Hip-Hop Songs    | Hot Rap Songs            |
| ----- | ------------- | ------------------------ | ------------------------ |
| 1999  | Tear It Off   | 52                       | 16                       |
| 2000  | Y.O.U.        | 69                       | 18                       |
| 2000  | Da Rockwilder | 51                       | 14                       |